# Mahler Chamber Orchestra
Das Mahler Chamber Orchestra (MCO) wurde 1997 von Claudio Abbado und früheren Mitgliedern des Gustav Mahler Jugendorchesters gegründet. Das Orchester hat 45 Mitglieder aus 20 Ländern und gibt etwa 60–70 Konzerte im Jahr. Das Mahler Chamber Orchestra ist als eingetragener Verein in Berlin registriert.

## Geschichte
Das Orchester wurde 1997 gegründet, als einige Musiker des Gustav Mahler Jugendorchesters die Altersgrenze dieses Orchesters erreichten. Da sie weiterhin gemeinsam Musik spielen wollten, beschlossen sie, ein neues Kammerorchester zu gründen. Dabei war ihnen Claudio Abbado, der Musikdirektor des Gustav Mahler Jugendorchesters, behilflich, der bereits 1981 in einer ähnlichen Situation die Gründung des Chamber Orchestra of Europe unterstützt hatte. Zwischen 1997 und 2003 übernahm Andrea Zietzschmann, die auch Mitgründerin war, die Intendanz des Orchesters. Das erste Konzert fand am 21. November 1997 in Landshut, der deutschen Gründungsresidenz des MCOs, statt. Beim Festival International d’Art Lyrique d’Aix-en-Provence 1998 hatte das neu gegründete Orchester seinen ersten großen Erfolg, als es Mozarts Oper Don Giovanni aufführte. Anlässlich einer Aufführung des Fidelio in Madrid im Jahr 2008 unter der Leitung von Abbado – laut Welt eine „Sternstunde“ – wurde das Mahler Chamber Orchestra in der französischen Zeitung Le Monde als „das beste Orchester der Welt“ gerühmt.
Daniel Harding nimmt seit 1998 eine zentrale Stellung ein. Er fungierte bereits mit 22 Jahren als Erster Gastdirigent, wurde 2003 zum Musikdirektor, 2008 zum Principal Conductor gewählt und schließlich 2011 zum Conductor Laureate ernannt. Musikalisch hat er mit dem MCO Schlüsselwerke der Klassik (unter anderem die großen Mozart-Opern sowie einen Beethoven-Zyklus), der Romantik und der Moderne erarbeitet. Seit einiger Zeit liegt der gemeinsame musikalische Schwerpunkt auf dem romantischen Repertoire.
Das MCO ist nicht nur in seiner Besetzung, sondern auch in seiner Ausrichtung international. Schwerpunkte innerhalb seines Aktionsradius liegen in Europa, daneben führen weltweite Gastspiele das Orchester in regelmäßigen Abständen nach Asien und Südamerika. 2007 debütierte das MCO an der Carnegie Hall in New York. In Europa ist das Orchester bei den renommiertesten Veranstaltern und Festivals zwischen Süditalien und Nord-Norwegen zu Gast. Enge Verbindungen bestehen unter anderem zum Turiner Konzertveranstalter Lingotto Musica, zum Teatro Regio in Parma, zur Alten Oper Frankfurt, zum Musikfest Bremen, zum Théâtre des Champs-Élysées in Paris, zur Mozartwoche in Salzburg und zum Musik-Festival Grafenegg, zum Harstad-Festival in Nordnorwegen, zum Aldeburgh Festival in Snape sowie zum Festspielhaus Baden-Baden, zum Prager Frühling und zum Radialsystem V in Berlin.
Zentren der ausgedehnten Tourneetätigkeit bilden die Residenzen des Orchesters, an denen das MCO regelmäßig längere Proben- und Konzertphasen zubringt. Bereits seit 1998 ist das MCO orchestra in residence bei Ferrara Musica. Im Rahmen der Residenz wurden in den letzten fünfzehn Jahren rund 100 Konzertprogramme und Opern aufgeführt. Einen Teil der Konzerte dirigierten Claudio Abbado sowie Daniel Harding, mit dem das MCO sich hier neue Repertoirefelder erschließt. Dazu finden spannende Erstbegegnungen mit jungen Dirigenten und Solisten statt. Das MCO ist in Ferrara auch außerhalb des Teatro Comunale Ferrara aktiv, hat eine eigene Kammermusik-Konzertreihe im Jazzclub Ferrara und arbeitet eng mit dem Conservatorio Ferrara zusammen.
Seit Mai 2009 ist das MCO Residenzorchester in Nordrhein-Westfalen. Spielstätten sind die Konzerthäuser in Dortmund, Essen und Köln. Die Kunststiftung NRW und das Land Nordrhein-Westfalen begleiten das Ensemble als Partner und Förderer. Gemeinsam mit den Konzerthäusern und dem Orchesterzentrum|NRW in Dortmund finden künstlerisch hochkarätige Opern- und Konzertaufführungen statt. Ein wichtiger Bestandteil der Residenz ist die MCO Academy zur Aus- und Weiterbildung des Orchesternachwuchses.
Seit dem 27. Mai 2016 ist Daniele Gatti Artistic Advisor des Orchesters.
Das Orchester wurde im November 2020 vom Deutschen Kulturrat in Die Rote Liste 2.0 aufgenommen, da er die Existenz des Orchesters wegen der durch die COVID-19-Pandemie bedingten Einschränkungen der Konzertbetriebe und den damit entstandenen finanziellen Einbußen als gefährdet ansieht.

## Einspielungen
Das MCO hat bei Virgin Classics, Deutsche Grammophon und DECCA 26 zum Teil preisgekrönte CDs eingespielt, darunter Opernaufnahmen mit Claudio Abbado und Daniel Harding, die mit einem Grammy ausgezeichnete Live-Aufnahme von Beethovens Klavierkonzerten Nr. 2 und 3 mit Martha Argerich und eine Einspielung italienischer Arien mit Anna Netrebko. 2003 erhielt Symphonie fantastique mit Marc Minkowski den Deutschen Schallplattenpreis. 2008 erschien Tschaikowskys Violinkonzert mit Janine Jansen, im Frühjahr 2009 folgte eine Einspielung romantischer Arien mit Jonas Kaufmann, im Frühjahr 2011 das 2. Klavierkonzert und die Paganini-Rhapsodie von Rachmaninov mit Yuja Wang.  2017 veröffentlichte das Mahler Chamber Orchestra bei Deutsche Grammophon das Doppelalbum Chopin Evocations mit Daniil Trifonov, das Chopins Klavierkonzerte Nr. 1 und 2 in neuen Orchestrierungen von Mikhail Pletnev sowie weitere Chopin-inspirierte Werke umfasst. Diese Einspielung wurde für ihre innovative Interpretation und die dynamische Interaktion zwischen Solist und Orchester hoch gelobt.